# Молнупіравір
Молнупіравір англ. Molnupiravir, відомий також як MK-4482 або EIDD-2801 — синтетичний експериментальний противірусний препарат, який застосовується перорально та розроблений для лікування грипу. За хімічним складом молнуправір є проліками та похідним синтетичного нуклеозиду N4-гідроксицитидину, механізм його дії полягає у створенні помилок копіювання під час реплікації вірусної РНК. Молнупіравір також є активним проти коронавірусів, зокрема SARS, MERS та SARS-CoV-2.
Препарат був розроблений в Університеті Еморі університетською компанією з розробляння інноваційних препаратів «Drug Innovation Ventures at Emory» (DRIVE). Пізніше права на нього придбала компанія «Ridgeback Biotherapeutics», що базується в Маямі, яка згодом співпрацювала з «Merck & Co.» у подальшому дослідженні та маркетингу препарату.

## Суперечка щодо безпечності препарату
У квітні 2020 року колишній керівник Управління з передових досліджень та розробок біомедичних досліджень США Рік Брайт виступив із заявою, в якій виявив занепокоєння з приводу фінансування подальшого розвитку молнупіравіру у зв'язку з тим, що подібні на молнупіравір за хімічною структурою препарати мають мутагенні властивості (можуть пошкоджувати ДНК). Попередня компанія, яка займалась дослідженням препарату, «Pharmasset», відмовилась від нього. Генеральний директор DRIVE Джордж Пейнтер заперечив ці твердження, зазначивши, що проводились дослідження токсичності молнупіравіру, які надані регуляторним органам США та Великої Британії, які дозволили продовжити дослідження безпеки препарату для людей навесні 2020 року. Також у цей час DRIVE та «Ridgeback Biotherapeutics» заявили, що планують майбутні дослідження безпеки препарату для тварин.

## Застосування препарату в лікуванні коронавірусної хвороби 2019
Після виявлення активності проти SARS-CoV-2 у березні 2020 року молнупіравір тестувався у попередньому дослідженні на людях щодо безпечності, переносимості та фармакокінетики препарату на здорових добровольцях у Великій Британії та США. У червні 2020 року «Ridgeback Biotherapeutics» повідомила, що переходить до II фази клінічного дослідження для перевірки ефективності препарату для лікування COVID-19. У липні 2020 року пройшли два дослідження на невеликій кількості госпіталізованих та негоспіталізованих хворих у США та Великій Британії. Наприкінці липня 2020 року, ще не оприлюднивши жодних медичних даних, компанія «Merck & Co.», яка співпрацювала з компанією «Ridgeback Biotherapeutics» у дослідженні препарату, оголосила про свій намір провести пізніше дослідження молнупіравіру, починаючи з вересня 2020 року. 19 жовтня 2020 року «Merck» розпочав однорічне дослідження препарату II—ІІІ фази на госпіталізованих хворих.
3 грудня 2020 року в журналі «Nature» була опублікована стаття про результати дослідження щодо застосування молнупіравіру в тхорів, інфікованих COVID-19. Дослідження показало, що препарат був ефективним при пероральному застосуванні у заражених тхорів і що він блокував передачу вірусу між тхорами через 24 години після застосування препарату.
4 листопада 2021 року препарат був затверджений як таблетки для лікування коронавірусу у Великій Британії.